# Palais des comtes de la Jarosa
Le palais des comtes de la Jarosa est un bâtiment du XVIIIe siècle appartenant au patrimoine immobilier de l'université de Grenade. Il héberge actuellement l'École internationale de diplômes postgrades.

## Histoire
Le bâtiment était une maison de type seigneurial, constituée de deux étages. En 1860 elle a fait l'objet d'une modification de la façade.
Après avoir été la résidence des marquis de Cadimo, elle a été acquise en 1925 par la famille des comtes de la Jarosa ; cette même année, le chef de la famille, Rafael Fernández de Bobadilla y González de Aguilar, a fait remanier le bâtiment par l'architecte Fernando Wilhelmi Manzano.

## Bâtiment
Fernando Wilhelmi a transformé ce palais en une maison de trois étages avec deux cours et un jardin à l'arrière, en essayant d'adapter cet ensemble au bâtiment précédent dont le plan n'était pas uniforme. La façade d'accès comporte un porche à voûte abaissée et une loggia en verre.
Les décors sont l'œuvre de Isidoro Marín Garés ; on y trouve des dallages couverts de mosaïques en tesselles de céramique, ainsi que la ferronnerie décorée avec les écus des familles des comtes,.

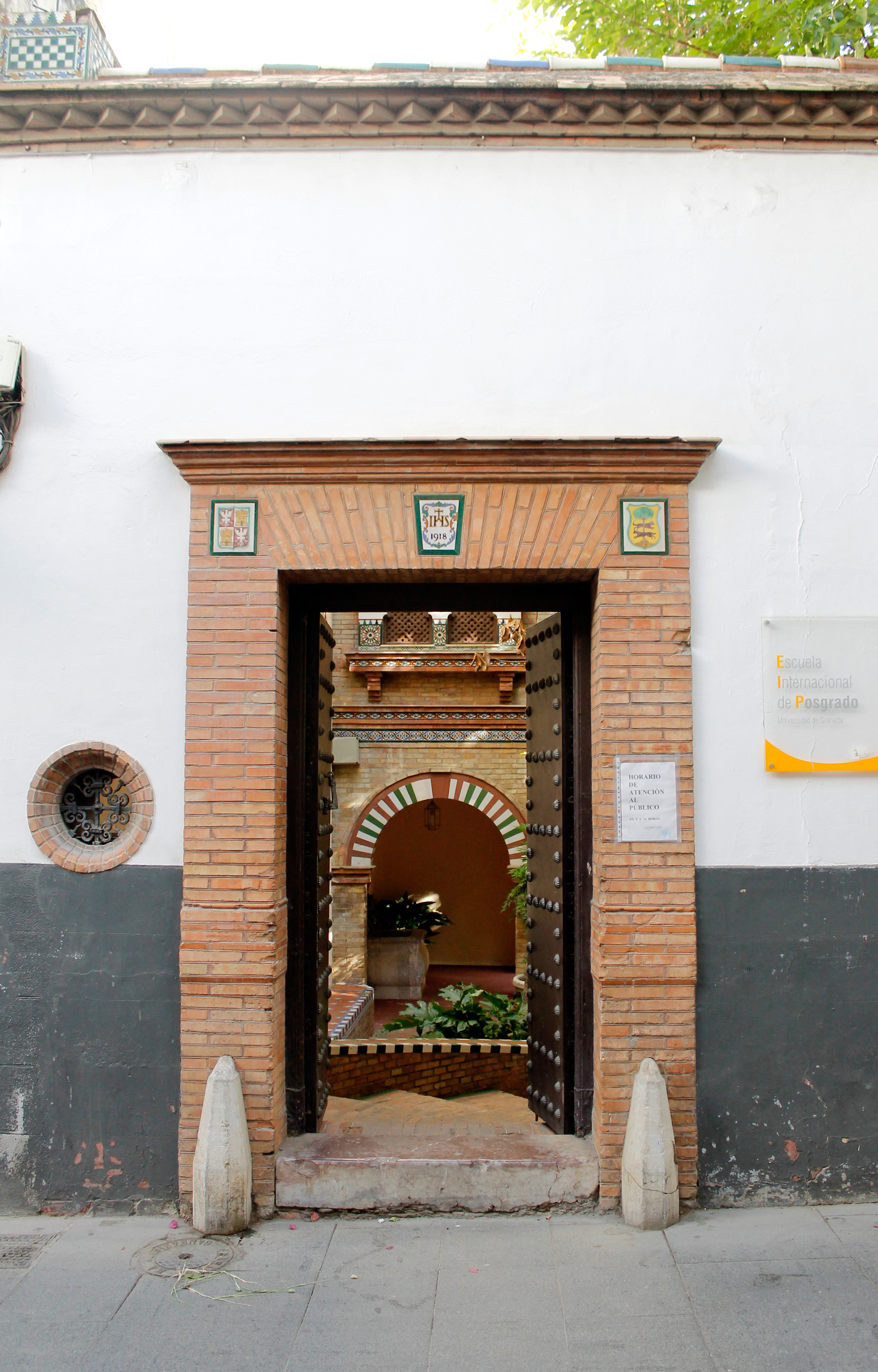
Entrée du Palais
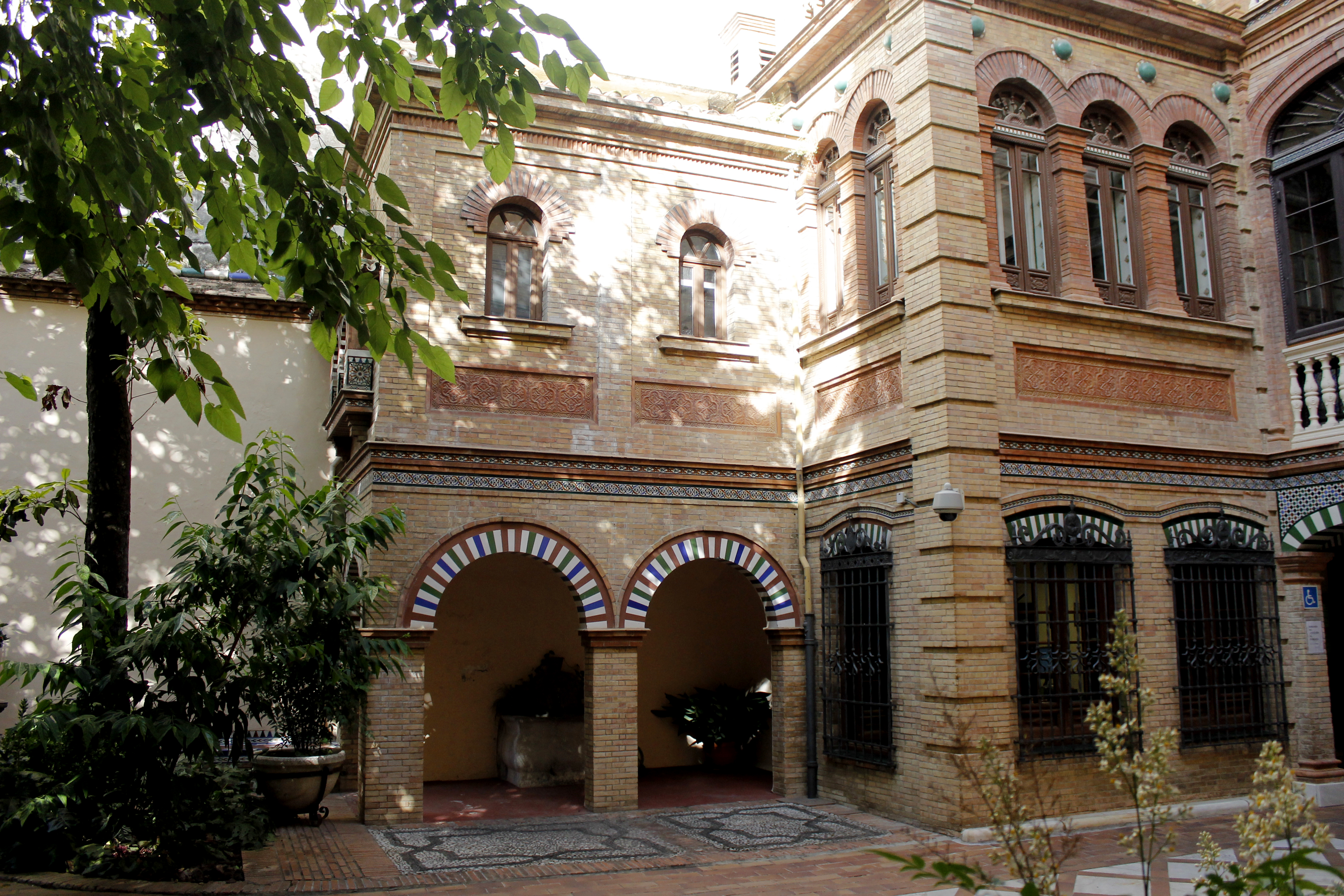
Intérieur du Palais
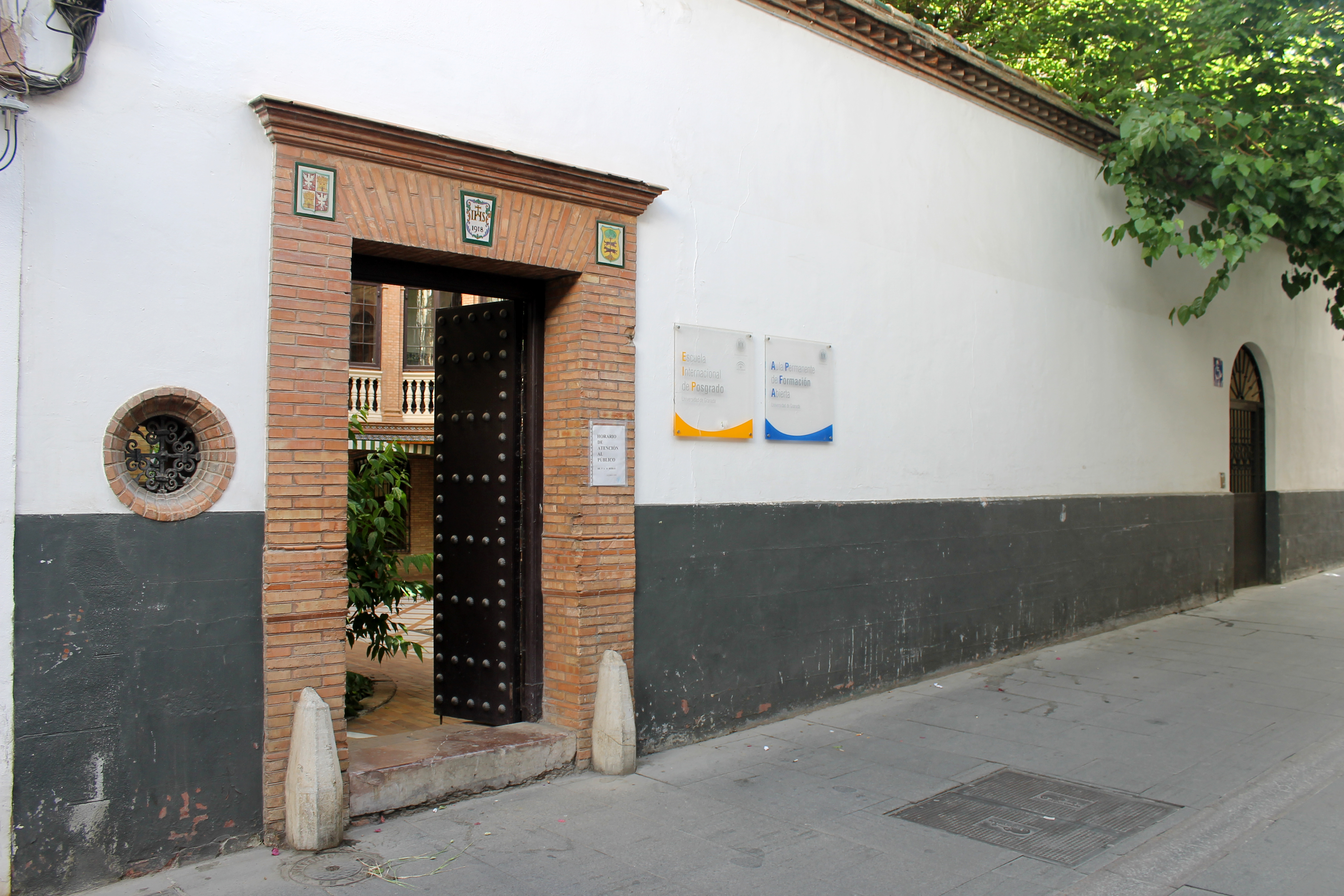
Palais des Comtes de la Jarosa